# Nu-Flow
Nu-Flow é o primeiro álbum de estúdio do grupo de R & B e Hip Hop Big Brovaz, originalmente lançado em 4 de novembro de 2002. O álbum conta com cinco 
singles, dos quais estavam no UK top 10 singles, a faixa"Nu Flow",  foi um sucesso em toda a Europa; "OK"; "Favourite Things" (o maior hit de gráficos do álbum) e "Baby Boy". O quinto single do álbum foi  "Ain't What You Do", que alcançou ao número 15. O álbum alcançou a posição número 6 no UK Albums Chart e foi certificado de platina duplo pela BPI.

## Faixas
Versão 1:
1. "Nu Flow"
2. "Find a Way"
3. "Taking It Global"
4. "Summertime"
5. "Gotta Get"
6. "OK" (full version)
7. "Little Mama"
8. "Don't Watch That"
9. "Baby Boy"
10. "Don't Matter"
11. "I Know You're There"

Versão 2:
1. "Nu Flow"
2. "Gotta Get"
3. "Don't Matter"
4. "Baby Boy"
5. "Ain't What You Do"
6. "OK" (radio edição)
7. "I Know You're There"
8. "Taking It Global"
9. "Summertime"
10. "Find a Way"
11. "Little Mamma"
12. "This Music"
13. "Don't Watch That"
14. "OK" (Rock Remix)

Bonus videos:
- "Nu Flow"
- "OK"

Versão 3:
1. "Nu Flow"
2. "Gotta Get"
3. "Don't Matter"
4. "Baby Boy"
5. "Favourite Things"
6. "OK" (radio edit)
7. "I Know You're There"
8. "Taking It Global"
9. "Summertime"
10. "Find a Way"
11. "Little Mamma"
12. "This Music"
13. "Ain't What You Do"
14. "Don't Watch That"
15. "OK" (rock remix)
16. "My Favourite Things" (hidden track)

Bonus videos:
- "Nu Flow"
- "OK"

Versão 4: Edição limitada com DVD bônus
1. "Nu Flow"
2. "Gotta Get"
3. "Don't Matter"
4. "Baby Boy"
5. "Favourite Things"
6. "OK" (radio edit)
7. "I Know You're There"
8. "Taking It Global"
9. "Summertime"
10. "Find a Way"
11. "Little Mamma"
12. "This Music"
13. "Ain't What You Do"
14. "Don't Watch That"
15. "We Wanna Thank You"

Bonus DVD:
- "Nu Flow"
- "Favourite Things"
- "OK"
- "Baby Boy"
- "Ain't What You Do"